# 拉斯·考夫曼
拉斯·考夫曼（德語：Lars Kaufmann，1982年2月25日—），德国男子手球运动员。他曾代表德国参加2007年、2009年和2011年世界男子手球锦标赛，其中2007年世锦赛获得冠军。